# Wolfgang Haken
Wolfgang Haken, född 21 juni 1928 i Berlin, Tyskland, död 2 oktober 2022, var en tysk matematiker vid University of Illinois, som specialiserade sig på topologi, särskilt tredimensionell. Han bevisade tillsammans med Kenneth Appel 1976 den berömda fyrfärgssatsen. Beviset var det första större exemplet på intensiv användning av datorprogram vid matematisk bevisföring, vilket gjorde att många matematiker till en början var skeptiska till beviset.

## Biografi
Haken var son till Werner Haken, en fysiker som hade Max Planck som doktorandhandledare. År 1953 tog Haken  doktorsexamen i matematik vid Christian-Albrechts-Universität zu Kiel och gifte sig med Anna-Irmgard von Bredow, som 1959 tog doktorsexamen i matematik vid samma universitet. År 1962 lämnade de Tyskland då han kunde börja en tjänst som gästprofessor vid University of Illinois i Urbana-Champaign. Han blev professor 1965 och gick i pension 1998. 

## Karriär och vetenskapligt arbete
År 1976 löste Haken tillsammans med kollegan Kenneth Appel vid University of Illinois i Urbana-Champaign fyrfärgssatsen. De visade att alla tvådimensionella kartor, med vissa begränsningar, kan fyllas i med fyra färger utan att några angränsande "länder" delar samma färg. Haken har introducerat flera idéer, inklusive Haken-manifold, Kneser-Haken-ändlighet och en utvidgning av Knesers arbete till en teori om normala ytor. Mycket av hans arbete har en algoritmisk aspekt, och han är en förgrundsfigur i algoritmisk topologi. Ett av hans viktigaste bidrag till detta område är en algoritm för att upptäcka om en knut är oknuten.
Hakens äldste son, Armin, bevisade att det finns propositionella tautologier som kräver upplösningsbevis av exponentiell storlek. Hakens äldsta dotter, Dorothea Blostein, är professor i datavetenskap, känd för sin upptäckt av huvudsatsen för att upplösa och återställa upprepning. En annan av Hakens söner, Lippold, är uppfinnaren av Continuum Fingerboard. Wolfgang är kusin till Hermann Haken, en fysiker känd för laserteori och synergetik.

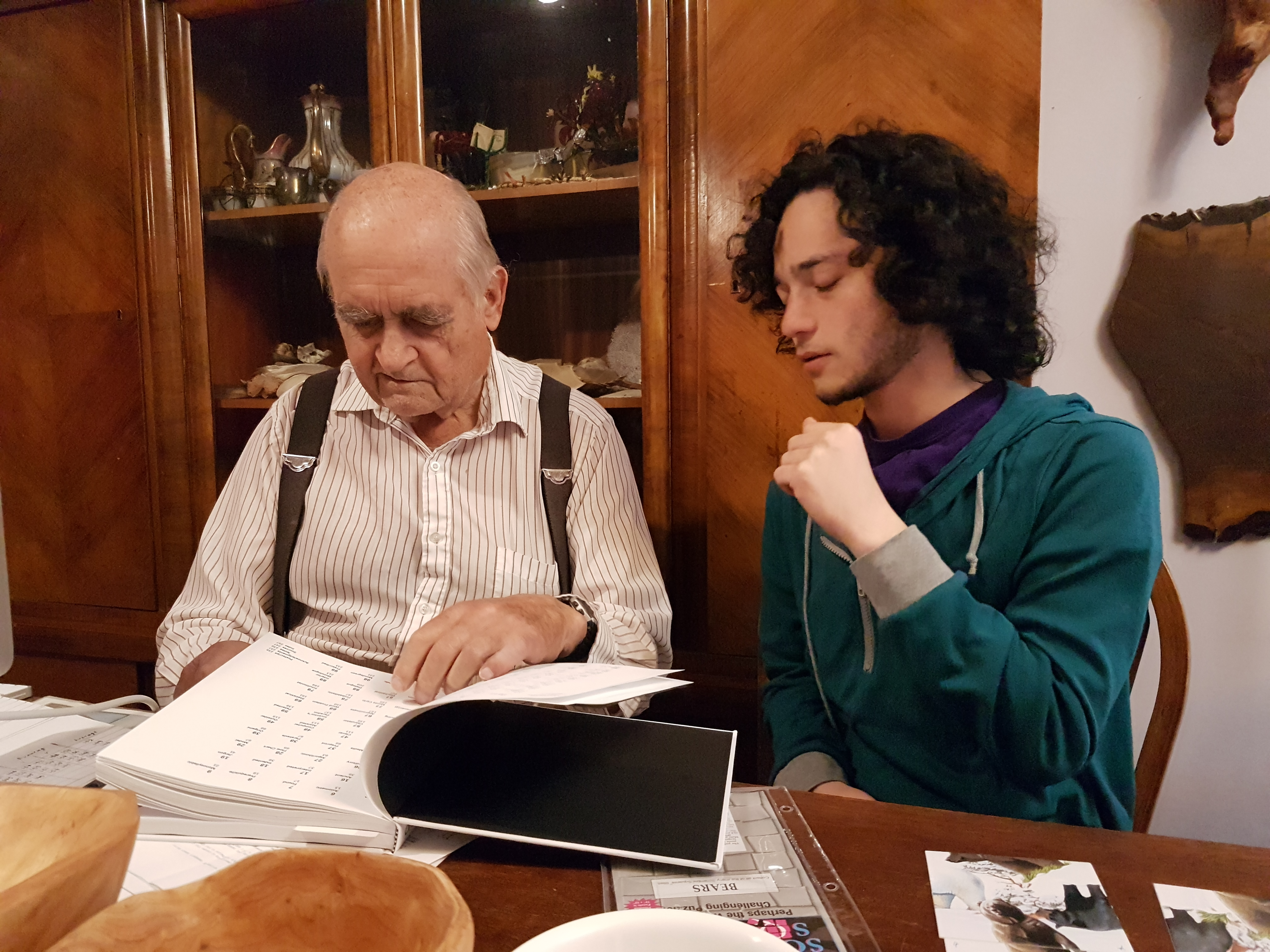
Wolfgang Haken diskuterar fyrfärgssatsen med Marshall Pangilinan. De tittar på boken 99 Variationer på ett bevis av Philip Ording.

År 1978 höll Haken ett inbjudet tal vid den internationella matematikerkongressen i Helsingfors. Han var mottagare av Fulkersonpriset 1979 av American Mathematical Society för sin lösning med Appel av fyrfärgssatsen.

## Utmärkelser och hedersbetygelser
- Fulkersonpriset,  1979[2]

[Redigera Wikidata]